# Nakosten
Nakosten zijn kosten die in rekening kunnen worden gebracht door de partij aan wie de proceskosten moeten worden vergoed. De nakosten zijn de kosten die worden gemaakt om de partij die overwegend in het ongelijk is gesteld, die dus de rechtszaak heeft verloren, over te halen om aan het vonnis te voldoen en zijn dus niet de executiekosten. Deze kosten ontstaan onder andere door het versturen van aanmaningen na de uitspraak van de rechter en betekening van het vonnis. De juridische basis van de nakosten is gelegen in artikel 237, lid 4 Rv. Opvallend is dat, ook als de nakosten niet specifiek genoemd worden in het vonnis, bijvoorbeeld omdat niet van tevoren is te begroten hoe hoog zij worden, de grosse van dat vonnis toereikend is voor executie van de nakosten. Als er echter onenigheid ontstaat over de hoogte van de nakosten tussen beide partijen dan zal een bevelschrift van de rechter nodig zijn.